# Giscone
Giscone (III secolo a.C.) (fl. III secolo a.C.) è stato un condottiero cartaginese, padre di Asdrubale Giscone e possibilmente Amilcare Giscone.
Comandante nella prima guerra punica, partecipò alle trattative di pace successive alla battaglia delle Isole Egadi, e diresse l'evacuazione delle truppe mercenarie cartaginesi dalla Sicilia, riportandole in Africa. Poi venne inviato a trattare con quelli ammutinati, ma fu da questi catturato e ucciso. Le cause della sua morte si inseriscono nel quadro più ampio della cosiddetta rivolta dei mercenari.